# دوروتیا مک‌کالر

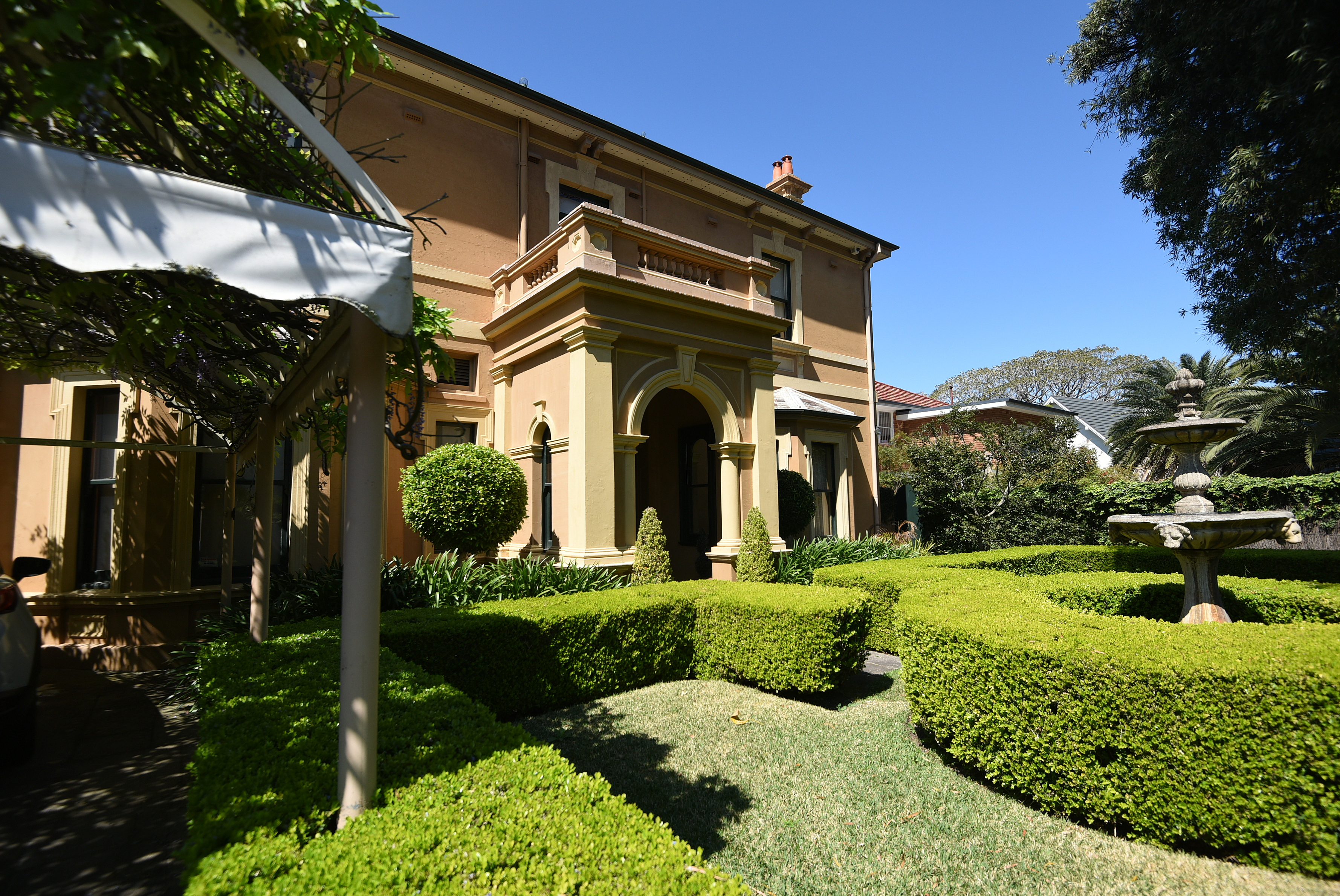
دونارا، خانه کودکی مک‌کالر در پوینت پایپر در نیو ساوت ولز

ایزوبل ماریون دوروتیا مک‌کالر (به انگلیسی: Isobel Marion Dorothea Mackellar) معروف به دوروتیا مک‌کالر (انگلیسی: Dorothea Mackellar؛ ۱ ژوئیه ۱۸۸۵ – ۱۴ ژانویه ۱۹۶۸) یک شاعر و داستان‌نویس اهل استرالیا بود. شعر او «کشور من» در استرالیا شناخته شده‌است.